# Cosenza Calcio
Cosenza Calcio S.r.l là một câu lạc bộ bóng đá Ý, có trụ sở tại Cosenza, Calabria. Hiện tại đội bóng chơi ở Serie B, hạng đấu thứ hai của bóng đá Ý.
Được thành lập vào năm 2011 với tên Nuova Cosenza Calcio với tư cách là câu lạc bộ dự bị của Cosenza Calcio 1914 S.r.l; Nuova Cosenza và Cosenza Calcio 1914 S.r.l là 2 đội kế thừa của Cosenza Calcio 1914 S.p.A ban đầu, gộp năm 2005. Tuy nhiên, Cosenza Calcio 1914 Srl giành được danh hiệu thể thao từ Rende Calcio vào năm 2007, với danh hiệu thể thao của câu lạc bộ ban đầu (Cosenza Calcio 1914 Sp A.) không còn tồn tại vào năm 2005.

## Đội tiền nhiệm

### Cosenza Calcio 1914
Câu lạc bộ được thành lập vào ngày 18 tháng 11 năm 1912 với tên gọi "Socà Sportiva Fortitudo". và có một thời gian dài tham gia các giải đấu chuyên nghiệp, dành vài năm ở Serie B. Họ cũng giành được Cup Anh-Ý vào năm 1983. Năm 2003, Cosenza 1914 bị loại khỏi giải đấu chuyên nghiệp.
Năm 2003, một câu lạc bộ dự bị bất hợp pháp được thành lập có tên là AS Cosenza FC. Vào năm 2004, Cosenza cũ giành được kháng cáo và được tham giaSerie D 2004-05. Vì vậy, mùa giải đó có một trận derby. Năm 2005, Cosenza mới đổi tên của mình thành AS Cosenza Calcio, sau khi Cosenza cũ sụp đổ.

## Lịch sử

### Cosenza Calcio 1914
Năm 2007, AS Cosenza Calcio từ bỏ suất tham dự Serie D, nhưng tất cả các cầu thủ đội sau gia nhập câu lạc bộ mới Fortitudo Cosenza, do sự di dời địa điểm của Rende Calcio - một đội bóng đến từ thành phố láng giềng của Rende - được chuyển xuống Serie D  mùa giải 2006-07 và chuyển đến Cosenza ngay sau đó. Câu lạc bộ mới nhanh chóng giành được chức vô địch Serie D / Girone I vào năm 2007, 08, đảm bảo một vị trí trở lại Lega Pro Seconda Divisione (được đổi tên thành Serie C2) cho mùa giải 2008-09. 

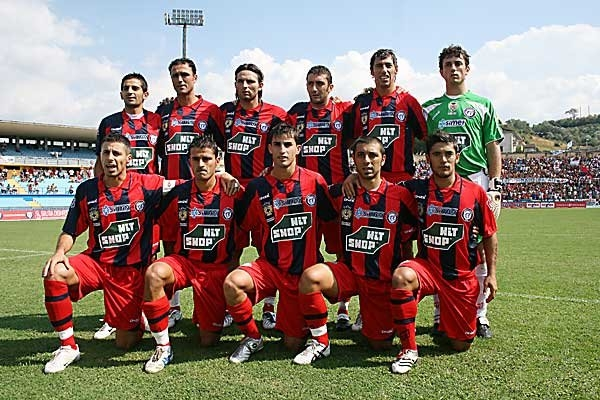
Đội hình Cosenza năm 2008

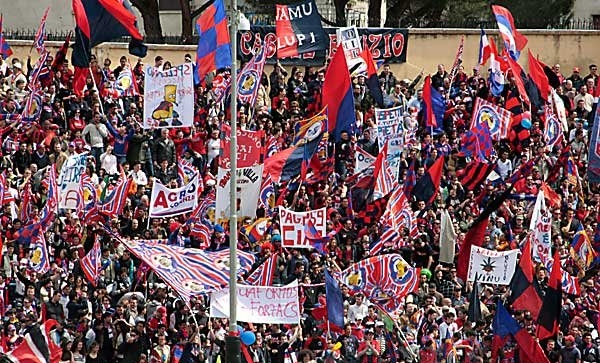
Tifosi vào tháng 5 năm 2008

#### Ba mùa chuyên nghiệp
Sau đó, câu lạc bộ mới đổi tên thành chính nó, lấy tên gọi lịch sử cũ là Cosenza Calcio 1914 S.r.l với mục đích vươn lên các hạng đấu cao hơn của bóng đá Ý. Mùa giải 2008-09, mùa đầu tiên của họ ở Lega Pro, Cosenza thể hiện tất cả ý chí của họ bằng cách giành chức vô địch Lega Pro Seconda Divisione / Girone C. Đội tham gia mùa giải trong Lega Pro Prima Divisione 2009-10 / Girone B, đứng thứ 11 trên BXH.
Vào cuối mùa giải 2010-11 Lega Pro Prima Divisione, đội xuống hạng sau khi thua trận play-off. Đội sau đó bị loại khỏi Giải vô địch chuyên nghiệp bởi Co.Vi.So.C. của Liên đoàn bóng đá Ý  và không có kháng cáo.
Trong mùa giải chuyên nghiệp, cựu chủ tịch Damiano Paletta bị đình chỉ vào tháng 6 năm 2009 trong 6 tháng vì những bất thường trong quản trị. Lệnh cấm được giảm sau khi kháng cáo.
Vì Cosenza Calcio 1914 Srl phá sản, các cựu quản lý Eugenio Funari, Paolo Pagliuso (cựu chủ tịch) và con trai Luca Pagliuso, Giuseppe Citrigno và Francesco Iannucci bị cấm tham gia bóng đá trong 2 năm đến 5 năm do sự bất thường trong quản lý.
Vào năm 2013, tư cách thành viên của Cosenza Calcio 1914 Srl cuối cùng bị thu hồi.

### Nuova Cosenza Calcio
Vào mùa hè năm 2011, câu lạc bộ được cải tổ thành Nuova Cosenza Calcio và khởi động lại từ Serie D  Sau một khởi đầu tầm thường, họ sa thải HLV Enzo Patania và thuê Tommaso Napoli. Họ thắng 9 và hòa 7 mà không thua để kết thúc mùa giải thường ở vị trí thứ hai trước HinterReggio ở bảng I và bước vào vòng play-off thăng hạng. Họ thắng 6 liên tiếp để trở thành nhà vô địch của vòng playoffs. Câu lạc bộ giành chiến thắng trong trận play-off bằng cách đánh bại SandonàJesoloCalcio 3-2 trong trận chung kết, nhưng không được tự động thăng hạng sẽ vẫn còn ở Serie D.
Vào thứ Hai, ngày 5 tháng 8 năm 2013, đội thông báo rằng được thăng hạng lên giải đấu chuyên nghiệp, Lega Pro Seconda Divisione. Circa 2013 câu lạc bộ tự gọi mình đơn giản là Cosenza Calcio, việc thay đổi tên trong Phòng Thương mại Ý được thực hiện một thời gian sau đó.
Cosenza được thăng hạng một lần nữa lên 2014-15 Lega Pro sau khi kết thúc mùa giải 2013-14 Lega Pro Seconda Divisione ở vị trí thứ tư. Đội bóng chính thức được thăng hạng vào tháng 3 năm 2014.

## Màu sắc và huy hiệu
Màu sắc chính thức của đội là đỏ và xanh đậm.

## Cầu thủ

### Đội hình hiện tại
Tính đến ngày 1/2/2024
Ghi chú: Quốc kỳ chỉ đội tuyển quốc gia được xác định rõ trong điều lệ tư cách FIFA. Các cầu thủ có thể giữ hơn một quốc tịch ngoài FIFA.
| Số | VT | Quốc gia | Cầu thủ                                      |
| -- | -- | -------- | -------------------------------------------- |
| 1  | TM | Ý        | Alessandro Micai                             |
| 5  | HV | Ý        | Michele Camporese (mượn từ Feralpisalò)      |
| 6  | HV | Ý        | Alessandro Fontanarosa (mượn từ Inter Milan) |
| 7  | TV | Ý        | Manuel Marras                                |
| 9  | TĐ | Ý        | Gennaro Tutino (mượn từ Parma)               |
| 10 | TĐ | Ý        | Francesco Forte (mượn từ Ascoli)             |
| 11 | HV | Ý        | Tommaso D'Orazio                             |
| 12 | TM | Ý        | Alessandro Lai                               |
| 13 | HV | Ý        | Andrea Meroni                                |
| 14 | TV | Ý        | Giacomo Calò                                 |
| 16 | TV | Ý        | Mirko Antonucci (mượn từ Spezia)             |
| 17 | HV | Ý        | Baldovino Cimino                             |
| 18 | TV | Ghana    | Bright Gyamfi                                |

| Số | VT | Quốc gia | Cầu thủ                              |
| -- | -- | -------- | ------------------------------------ |
| 19 | TĐ | Ý        | Valerio Crespi (mượn từ Lazio)       |
| 23 | HV | Ý        | Michael Venturi                      |
| 24 | TV | Ý        | Mattia Viviani (mượn từ Benevento)   |
| 26 | TV | Ba Lan   | Mateusz Praszelik (mượn từ Verona)   |
| 27 | HV | Ý        | Pietro Martino                       |
| 30 | TĐ | Ý        | Simone Mazzocchi (mượn từ Atalanta)  |
| 31 | TĐ | Ý        | Luigi Canotto (mượn từ Frosinone)    |
| 34 | TV | Ý        | Aldo Florenzi                        |
| 36 | TĐ | Úc       | Jahce Novello                        |
| 42 | TV | Kosovo   | Idriz Voca                           |
| 77 | TM | Ý        | Leonardo Marson                      |
| 98 | TV | Ý        | Federico Zuccon (mượn từ Atalanta)   |
| 99 | HV | Ý        | Gianluca Frabotta (mượn từ Juventus) |

### Cho mượn
Ghi chú: Quốc kỳ chỉ đội tuyển quốc gia được xác định rõ trong điều lệ tư cách FIFA. Các cầu thủ có thể giữ hơn một quốc tịch ngoài FIFA.
| Số | VT | Quốc gia | Cầu thủ                                                        |
| -- | -- | -------- | -------------------------------------------------------------- |
| —  | TM | Slovenia | Kristjan Matošević (đến Triestina cho đến 30 tháng 6 năm 2023) |
| —  | TM | Ý        | Mauro Vigorito (đến Como cho đến 30 tháng 6 năm 2023)          |
| —  | HV | Bulgaria | Andrea Hristov (đến Reggiana cho đến 30 tháng 6 năm 2023)      |
| —  | HV | Ý        | Ciro Panico (đến Feralpisalò cho đến 30 tháng 6 năm 2023)      |

| Số | VT | Quốc gia          | Cầu thủ                                                     |
| -- | -- | ----------------- | ----------------------------------------------------------- |
| —  | TV | Ý                 | Raffaele Maresca (đến Livorno cho đến 30 tháng 6 năm 2023)  |
| —  | TV | Ý                 | Luca Pandolfi (đến Juve Stabia cho đến 30 tháng 6 năm 2023) |
| —  | TV | Ý                 | Franck Teyou (đến Torres cho đến 30 tháng 6 năm 2023)       |
| —  | TĐ | Cộng hòa Dominica | Gianluigi Sueva (đến Olbia cho đến 30 tháng 6 năm 2023)     |